# Colla di fibrina
La colla di fibrina è un adesivo tissutale utilizzato per guarire le ferite inducendo una coagulazione istantanea. È costituito da due componenti, fibrinogeno e trombina, oltre a fattori della coagulazione (come fattore XIII), e agisce iniettando in successione i due componenti in presenza di ioni calcio contenuti nella soluzione per ricostituire la trombina. Quest'ultima converte il fibrinogeno in fibrina in un arco di tempo che varia dai 10 secondi ai 60 secondi, in funzione della concentrazione di soluzione utilizzata.
La colla di fibrina viene utilizzata principalmente con i seguenti obiettivi: facilitare l'adesione tissutale, coadiuvare le suture chirurgiche e favorire l'emostasi. Le applicazioni cliniche spaziano dalla chirurgia cardiovascolare, toracica e neurochirurgica, alla chirurgia addominale, epatica e maxillofacciale. Inoltre viene utilizzata dopo estrazioni dentali e in pazienti a elevato rischio di sanguinamento a seguito di intervento chirurgico. È impiegata anche nel trapianto di cornea senza l'utilizzo di sutura.